# Талицкий сельский округ (Московская область)
Талицкий сельский округ — упразднённая административно-территориальная единица, существовавшая на территории Пушкинского района Московской области в 1994—2006 годах.
Талицкий сельсовет был образован в первые годы советской власти. По данным 1918 года он входил в состав Софринской волости Дмитровского уезда Московской губернии.
13 октября 1919 года Софринская волость была передана в Сергиевский уезд.
В 1927 году из Талицкого с/с был выделен Никольский с/с.
В 1926 году Талицкий с/с включал село Богословское, деревни Григорково, Евсейки, Никольское, Печки, Притыкино, Талицы и Щеглово, а также школу.
В 1929 году Талицкий сельсовет вошёл в состав Пушкинского района Московского округа Московской области. При этом к нему были присоединены Богословский и Никольский с/с.
10 апреля 1953 года из Талицкого с/с в Барковский были переданы селения Никольское и Щеглово.
14 июня 1954 года Талицкий с/с был упразднён, а его территория присоединена к Клинниковскому с/с.
31 июля 1959 года Талицкий с/с был восстановлен в составе Мытищинского района. В его состав вошли Клинниковский с/с и селения Васюково, Никольское и Щеглово упразднённого Путиловского с/с.
28 июля 1960 года Талицкий с/с был передан в новый Калининградский район.
24 апреля 1962 года Калининградский район был преобразован в Пушкинский район.
1 февраля 1963 года Пушкинский район был упразднён и Талицкий с/с вошёл в Мытищинский сельский район. 11 января 1965 года Талицкий с/с был возвращён в восстановленный Пушкинский район.
7 июня 1968 года из Талицкого с/с в черту рабочего посёлка Софрино было передано селение Клинники.
19 мая 1993 года в Талицком с/с жилые посёлки ДСР № 2 и ДСР № 7 были присоединены к селению Рахманово.
3 февраля 1994 года Талицкий с/с был преобразован в Талицкий сельский округ.
В ходе муниципальной реформы 2004—2005 годов Талицкий сельский округ прекратил своё существование как муниципальная единица. При этом село Рахманово было передано в городское поселение Ашукино, а остальные населённые пункты — в городское поселение Софрино.
29 ноября 2006 года Талицкий сельский округ исключён из учётных данных административно-территориальных и территориальных единиц Московской области.